# Eupithecia rhombipennis
Eupithecia rhombipennis är en fjärilsart som beskrevs av Louis Beethoven Prout 1911. Eupithecia rhombipennis ingår i släktet Eupithecia och familjen mätare. Inga underarter finns listade i Catalogue of Life.